# Xenonauts
Xenonauts est un jeu vidéo de tactique au tour par tour développé et édité par Goldhawk Interactive, sorti en 2014 sur Windows, Mac et Linux.

## Accueil
- Canard PC : 7/10[1]
- PG Gamer : 85/100[2]
- IGN : 7,8/10[3]

## Développement
Xenonauts bénéficie d'un financement sur Kickstarter à hauteur de 154 175 $ (pour une demande de 50 000 $) via 4 668 contributeurs.

## Suite
Xenonauts 2 est sortie en accès anticipé le 18 juillet 2023.